# Гашпер Крошељ
Гашпер Крошељ (словен. Gašper Krošelj — Љубљана, 9. фебруар 1987) професионални је словеначки хокејаш на леду који игра на позицији голмана.
Члан је сениорске репрезентације Словеније за коју је на међународној сцени дебитовао на светском првенству 2015. године.